# Joanna Lazer
Joanna Lazer z domu Czarnecka, znana także jako Ruda (ur. 13 stycznia 1988 w Rypinie) – polska piosenkarka i autorka tekstów, była modelka. Wokalistka zespołów Aisha i Delfin (2007–2008), Energy (2008–2009) i Red Lips (od 2010), którego jest również współzałożycielką.

## Życiorys

### Kariera muzyczna
W wieku siedmiu lat zaczęła pobierać pierwsze lekcje gry na pianinie. Dwa lata później zaczęła występować na scenie m.in. regularnie w Miejskim Ośrodku Kultury. Brała również udział w konkursach i festiwalach dziecięco-młodzieżowych w Polsce i za granicą. Po zdaniu matury przeprowadziła się do Warszawy, gdzie rozpoczęła studia.
Przełomem w jej karierze był występ podczas otwarcia międzynarodowego Pikniku Country 2004 w Mrągowie. Po udziale w festiwalu zaczęła współpracę z agencjami koncertowymi, z pomocą których zaczęła koncertować, występując również jako support przed innymi wykonawcami. Podczas jednego z koncertów poznała Łukasza Lazera i Wojciecha Olszewskiego z zespołu Ivan i Delfin. W 2007 zajęła miejsce Iwana Komarenki w roli wokalistki grupy, która zmieniła wówczas nazwę na Aisha i Delfin. Nagrali kilka utworów, w tym m.in. piosenki „Słodka landrynka” czy „Czarne oczy dwa”. Również w 2007 wydali dwa maxi single: Słodka Landrynka oraz Dynamit, gdzie tekst do tytułowego „Dynamitu” był autorstwa Czarneckiej. W 2008 bez powodzenia zgłosili się z piosenką „Gdy nie ma Ciebie” do konkursu Piosenka dla Europy 2008.
W międzyczasie została wokalistką kolejnego zespołu Lazera i Olszewskiego, Energy. Nagrali utwory, takie jak m.in. „Cudowna noc”, „Srebrzysta zima” czy „Minus i plus”, z którą zakwalifikowali się do jedenastki wykonawców walczących o nagrodę Bursztynowego Słowika podczas konkursu Sopot Festival 2008.

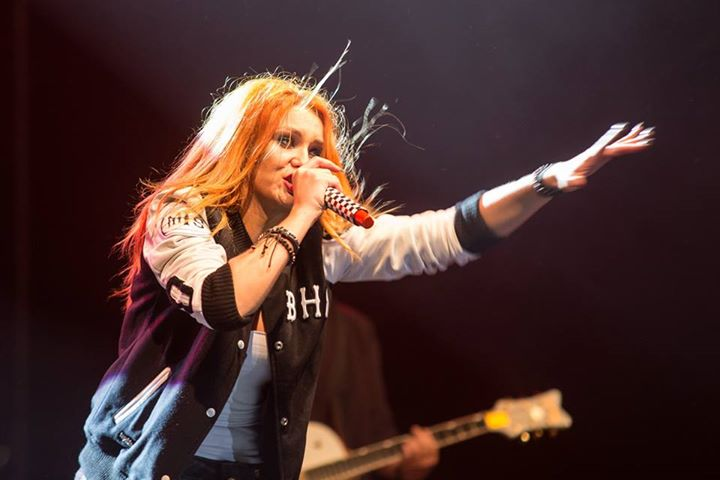
Joanna Lazer, 2015

W 2009 zespół Energy rozpadł się, a rok później z Lazerem założyła grupę Red Lips. W 2011 wzięli udział w pierwszej edycji programu Polsatu Must Be the Music. Tylko muzyka. Dotarli do półfinałów. W 2013 wylansowali przebój „To co nam było”, z którym wystąpili na kilku festiwalach, i który był notowany na wielu listach radiowych. W tym samym roku wydali album studyjny, zatytułowany To co nam było, na który Czarnecka współtworzyła większość kompozycji. Z płytą dotarli do 36. miejsca listy najlepiej sprzedających się płyt w Polsce. Odebrali status złotej za sprzedaż w nakładzie przekraczającym 15 tys. egzemplarzy. Z wydawnictwa, oprócz tytułowego przeboju, pochodzą również single: „Czarne i białe” czy „Zanim odejdziesz”.
19 października 2014 wystąpiła obok Felicjana Andrzejczaka, Ewy Farnej, Piotra Cugowskiego i Mietka Jureckiego w pożegnalnym koncercie Budki Suflera w katowickim Spodku.
Na początku lutego 2016 wystąpiła jako jeden z gości specjalnych, transmitowanego przez telewizję Polsat, koncertu Grzegorza Skawińskiego i Waldemara Tkaczyka, który odbył się w Ergo Arenie z okazji jubileuszu 40-lecia ich pracy artystycznej. Podczas koncertu zaśpiewała piosenki „Drzwi” oraz „Pokolenie” wraz z Margaret i Ewą Farną.

### Pozostałe przedsięwzięcia
Po przeprowadzce do Warszawy zaczęła pracę jako modelka, a także pracowała m.in. na planie zdjęciowym teleturnieju Grasz czy nie grasz.
Wzięła udział w sesji zdjęciowej do magazynu „CKM” (2009).
W 2018 roku prowadziła reality show pt. "Randka z nieznajomym" emitowanym w stacji Polsat Cafe.
Była uczestniczką dziewiątej edycji programu rozrywkowego Polsatu Twoja twarz brzmi znajomo (2018) i jedną z jurorek drugiej edycji programu Śpiewajmy razem. All Together Now (od 2019). Była uczestniczką dziesiątej edycji programu Polsatu Dancing with the Stars. Taniec z gwiazdami (2019).

### Życie prywatne
Pochodzi z Rypina. 
Pół roku przed maturą uległa wypadkowi samochodowemu, w wyniku którego doznała urazu kręgosłupa. Pomyślnie przeszła okres rekonwalescencji.
7 marca 2016 wzięła ślub z Łukaszem Lazerem. Ceremonia odbyła się w Tajlandii.

## Dyskografia
Single
| Rok                                                      | Tytuł                                           | Najwyższa pozycja na liście | Album            |
| Rok                                                      | Tytuł                                           | WiR                         | Album            |
| -------------------------------------------------------- | ----------------------------------------------- | --------------------------- | ---------------- |
| 2007                                                     | „Słodka landrynka” (z zespołem Aisha i Delfin)  | –                           | Słodka Landrynka |
| 2007                                                     | „Czarne oczy dwa” (z zespołem Aisha i Delfin)   | 1                           | Dynamit          |
| 2007                                                     | „Dynamit” (z zespołem Aisha i Delfin)           | –                           | Dynamit          |
| 2008                                                     | „Gdy nie ma Ciebie” (z zespołem Aisha i Delfin) | –                           | –                |
| 2008                                                     | „O niebo o pieklo” (z zespołem Aisha i Delfin)  | 5                           | –                |
| 2008                                                     | „Minus i plus” (z zespołem Energy)              | –                           | –                |
| „–” oznacza, że singel nie był notowany na danej liście. |                                                 |                             |                  |